# 14124 Kamil
14124 Kamil este o planetă minoră (asteroid), cu un diametru de 3,478 km, din centura de asteroizi. A fost descoperită pe 28 august 1998 la Ondřejovská hvězdárna⁠(d) de Lenka Kotková⁠(d) și a fost numită după Kamil Hornoch⁠(d). 
Obiectul prezintă o orbită caracterizată de o semiaxă mare de 2,5499536 UAi, o excentricitate de 0,16, o înclinație de 12,468 ° în raport cu ecliptica.